# Leiophron mutila
Leiophron mutila är en stekelart som beskrevs av Papp 1997. Leiophron mutila ingår i släktet Leiophron och familjen bracksteklar. Inga underarter finns listade i Catalogue of Life.